# 백리해
백리 해(百里奚, ? ~ ?)는 중국 춘추 시대 진(秦)나라의 재상으로, 자는 정백(井伯)이며 완(宛) 사람이다.

## 진나라 임관 이전
장성한 후 아내 두씨(杜氏)와 아들 백리시(百里視, 맹명)를 두었다. 그러나 계속 가난에 시달렸고 아무도 그를 알아주지도, 천거해 주지도 않자 그는 우나라를 떠날 결심을 하게 된다. 아내의 격려를 얻고 그는 제나라로 향했다. 당시 제나라 임금이었던 제양공이 죽고 공손무지가 제나라 임금이 되었지만, 제나라에서 알게 된 건숙(蹇叔)의 조언으로 임관하지 않았고 변란을 피할 수 있었다. 이어 주나라 왕자 퇴를 섬기려 하자 건숙의 만류로 섬기지 않았다. 그 후 다시 우나라로 돌아가서 우나라의 궁지기의 천거로 대부 벼슬을 얻었다. 그 후 진(晉)나라의 침략으로 우나라가 멸망한 후 진나라 헌공의 딸과 진(秦)나라 목공의 결혼식에 따라가는 남자 종의 신세가 되었고, 진나라로 가는 길에 초나라로 도망가서 소를 치면서 있다가 초성왕(楚成王)이 백리해를 어인으로 삼아서 말키우는 일을 시켰다.
그 후 진나라에서 명단에 있던 백리해가 없는 것을 알게되었고 진나라의 공손지의 조언으로 양 가죽 다섯 장을 초나라에 예물로 보내서 진나라로 데려온다.

## 진나라 임관 이후
진나라에 임관된 이후 건숙을 진목공에 천거하였고 백리해와 건숙은 각각 좌서장과 우서장으로 임명되었다. 그 후 빨래하고 있던 아내와 상봉하였는데 아내는 백리해를 만나기 위해 단상에서 노래를 불렀다.
백리해, 양 가죽 다섯 장. 이별하던 그 날을 기억하는가? 알 밴 암탉을 잡고 노란 좁쌀밥 짓고 문짝으로 불 때던 그 때를. 이제 부귀하니 나를 잊었구나.

이 노래를 들은 백리해는 아내와 상봉하였고 아들과도 만날 수 있게 되었다.
후에 진목공이 정(鄭)나라를 치려하자 만류하였지만 진목공은 듣지 않고 정나라를 공격했으나 진(晉)나라에 의해 대패하였고 그 후 그는 관직에서 물러났고 죽은 뒤 수많은 백성들이 어버이를 잃은 것처럼 통곡하였다.

## 참고 자료
1. 풍몽룡 지음, 김구용 옮김 - 동주 열국지 (솔 출판사)
2. [깨진 링크(과거 내용 찾기)]